# 三名法
在生物分类学上，三名法（英語：trinomial nomenclature）指針對物種学名的分类层级再进行细分所採用的学术命名方式。三名法是由属名（generic name）、种加词（specific epithet）和亚种加词（subspecific epithet）构成，即在二名法的基础上，再补加了亚种的拉丁语名称而成。按三名法命名的学名，称为三名（trinomen）。
三名法在动物学、植物学和细菌学中，亚种学名的规范有所不同：在《国际动物学命名法规》中，“种加词”和“亚种加词”二词，用意义等同的种名（specific name）和亚种名（subspecific name）二词代替。

## 動物學
对於動物来说，物種以下只有一個分類层级──亞種。區別于二名法命名由“屬、種”的構成，三名法统一采用“属、种、亚种”的表述结构，其中前两个名可以缩写。如果只有单一亚种，则将种名重复作为亚种名。例如：
- 「Panthera tigris amoyensis」，其中「Panthera」為豹屬，「P. tigris」為虎，「P. t. amoyensis」特指華南虎；
- “Canis lupus familiaris”，其中“Canis”为犬属，“C. lupus”为灰狼，“C. l. familiaris”特指被人类驯化的家犬；
- “Oncorhynchus mykiss mykiss”，其中“Oncorhynchus”为钩吻鲑属（太平洋鳟），“O. mykiss”为虹鳟，“O. m. mykiss”特指作为指名亚种的堪察加虹鳟。

## 植物學
对於植物来说，在同一物種下可有不定數目的层级，其中亞種是最高层級。
在植物命名法中，《國際植物命名法規》规定物種下的分类单元名称均以三部分组成，并明确规定以下层级是法规所承认的：
- subspecies（亚种），缩写：subsp.，但“ssp.”也常用
- varietas（變種），缩写：var.
- subvarietas（亚变种），缩写：subvar.
- forma（变型（英语：Form (botany)）），缩写：f.
- subforma（亚变型），缩写：subf.
- cultivar（栽培品种），缩写：cv.